# فرازير بيري
فرازير بيري هو قسيس كندي، ولد في 21 يناير 1926 في أوتاوا في كندا، وتوفي في 25 أكتوبر 2011.